# Lourches
Lourches település Franciaországban, Nord megyében. Lakosainak száma 3756 fő (2022. január 1.). Lourches Escaudain, Bouchain, Denain, Douchy-les-Mines, Neuville-sur-Escaut és Rœulx községekkel határos.

## Népesség
A település népességének változása:
| Lakosok száma | 3802 | 3889 | 3967 | 3949 | 3959 | 3952 | 3872 | 3814 | 3756 |
|               | 2013 | 2015 | 2016 | 2017 | 2018 | 2019 | 2020 | 2021 | 2022 |